# Grafschaft Tripolis

Grafschaft Tripolis und die anderen Kreuzfahrerstaaten, 1135

Wappen der Grafschaft Tripolis

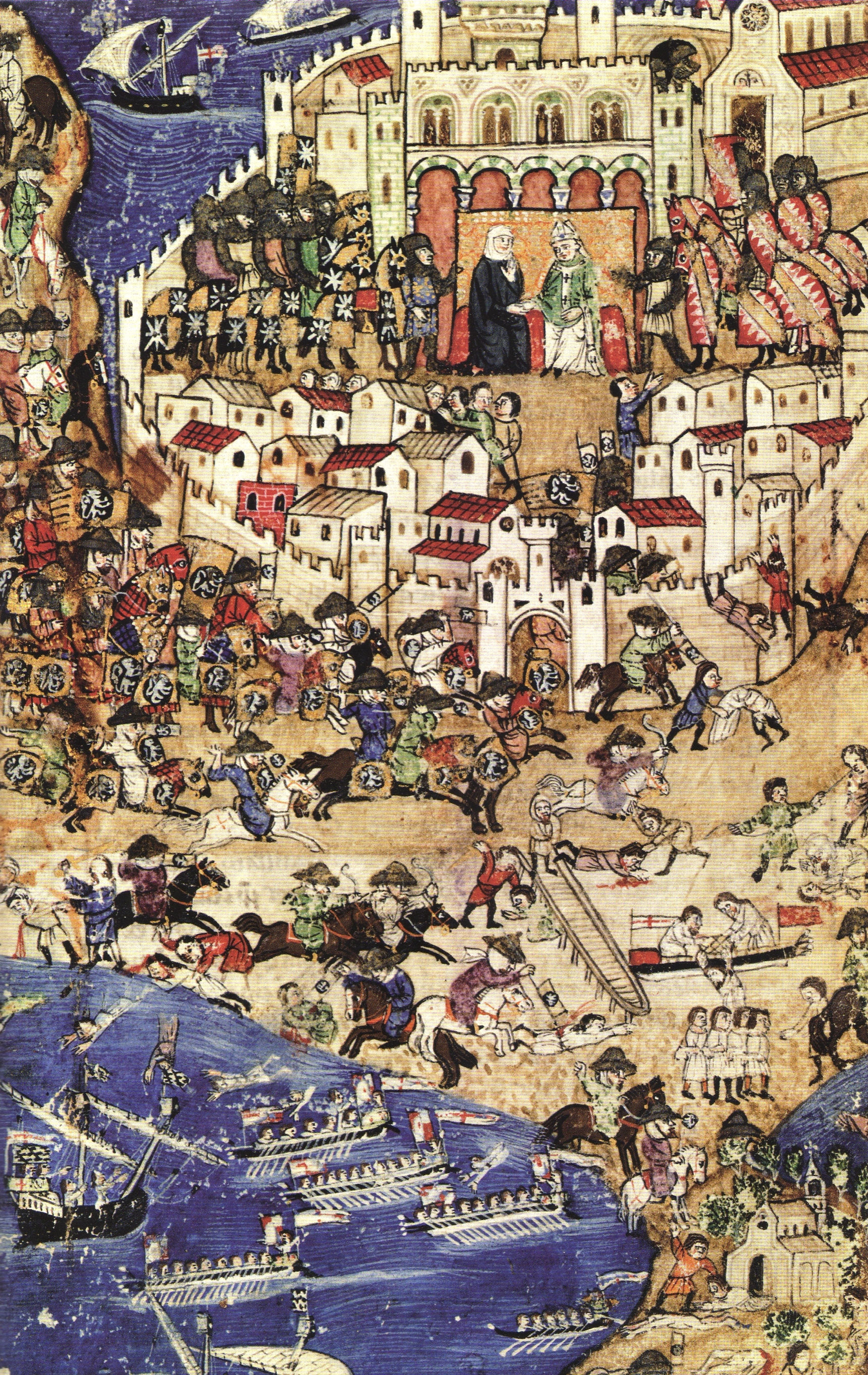
Belagerung von Tripolis 1289

Die Grafschaft Tripolis erstreckte sich auf den heutigen Libanon und Nordsyrien und war der letzte der vier Kreuzfahrerstaaten, die im Zuge des Ersten Kreuzzugs im Nahen Osten gegründet wurden.

## Geschichte
Die Anfänge der Grafschaft fallen ins Jahr 1102, als Graf Raimund von Toulouse, einer der Anführer des Ersten Kreuzzugs, einen langwierigen Krieg mit den Banu Ammar begann, den Emiren von Tripolis, die theoretisch Vasallen der Fatimiden in Ägypten waren, nach und nach deren Gebiet besetzte und sie schließlich in der Stadt selbst belagerte. 1103 erbaute Raimund die mächtige Burg auf dem Mons Peregrinus als Hauptstützpunkt zur Kontrolle des Landes um Tripolis.
Raimund starb am 28. Februar 1105 und ließ seinen jungen Sohn Alfons-Jordan als Erben unter der Regentschaft von Wilhelm-Jordan von Cerdagne zurück. Wilhelm-Jordan setzte die Belagerung der Stadt weitere vier Jahre fort, bis ein unehelicher Sohn Raimunds, Bertrand, den er als Regenten in Toulouse zurückgelassen hatte, in den Osten kam und Toulouse Alfons-Jordan und dessen Mutter überließ, die daraufhin nach Frankreich zurückkehrten. Bertrand und Wilhelm-Jordan kamen unter Vermittlung des Königs Balduin I. von Jerusalem zu einer Übereinkunft, nach der jeder das Gebiet beherrschen solle, das er selbst erobert habe, eine Vereinbarung, in der Bertrand mit der Eroberung der Stadt im Jahr darauf (12. Juli 1109) das bessere Ende errang. Als Wilhelm-Jordan wenige Monate später starb, wurde Bertrand Alleinherrscher.
Die Grafschaft Tripolis wurde nach dem Tod Raimunds als Kronlehen des Königreichs Jerusalem Bertrand übertragen und bestand danach als Vasallenstaat, ab 1142 mit einer autonomen Burg innerhalb der Landesgrenzen, dem Krak des Chevaliers, der dem Johanniterorden übergeben worden war. Graf Raimund III., der Tripolis von 1152 bis 1187 regierte, spielte im südlich angrenzenden Königreich eine wichtige Rolle, zum einen aufgrund seiner verwandtschaftlichen Beziehungen (seine Mutter Hodierna war eine Tochter Balduins II.), zum anderen aufgrund seines eigenen Titels als Fürst von Galiläa, den er durch seine Frau trug. Er war zwei Mal Regent im Königreich, zuerst für den jungen Balduin IV. von 1174 bis 1177, dann für Balduin V. von 1185 bis 1186, sowie der Führer der Adelsopposition gegen die Verbindungen Balduins IV. zu den Courtenay, den Tempelrittern, Guido von Lusignan und Rainald von Chatillon. Raimund bemühte sich erfolglos darum, mit Saladin Frieden zu halten, und ironischerweise war es Saladins Belagerung von Tiberias, wo seine Frau sich aufhielt, die die Kreuzfahrerarmee vor der Niederlage in der Schlacht bei Hattin 1187 nach Galiläa führte. Raimund überlebte die Schlacht, starb aber kurze Zeit später.
Dank einer rechtzeitig eingetroffenen Kreuzfahrerflotte und Armee aus Sizilien konnte die Grafschaft die Eroberung durch Saladin durch eine Reihe von Siegen nach Hattin vermeiden. Nach Raimunds Tod folgten ihm die Söhne des Fürsten von Antiochia, Bohemund III. Ab dem Tod Bohemunds III. 1201 wurde die Grafschaft – mit Ausnahme der Jahre 1216 bis 1219 – in Personalunion mit Antiochia regiert. Dies währte, bis 1268 Antiochia von den Mameluken erobert wurde.
Im Mai 1271 wurde auch Tripolis von den Mameluken belagert. Das gerade in Akkon eingetroffene Heer des Kreuzzugs des Prinzen Eduard konnte die Stadt aber entsetzen und die Grafschaft Tripolis vorerst wieder stabilisieren.
Der Tod des unbeliebten Grafen Bohemund IV. 1287 führte zu einem Streit zwischen seiner Erbin, seiner Schwester Lucia und der Stadt, die sich selbst unter den Schutz der Republik Genua begab. Es gelang Lucia jedoch, eine Vereinbarung mit Genua und der Stadt zu treffen, die nun wieder Venedig und dem ehrgeizigen Bartolomeo Embriaco, dem genuesischen Bürgermeister der Stadt, missfiel, der nun den Mamelukensultan Qalawun zu Hilfe rief. Qalawun eroberte die Stadt 1289 nach einer Belagerung und machte der Grafschaft Tripolis damit ein Ende.
Auch nach dem Fall der Stadt wurde der Titel eines Grafen von Tripolis verliehen. Die fränkisch-zypriotische Familie de Nores hielt den Titel noch 1544. Zu jener Zeit war der Titulargraf von Tripolis der viertwichtigste Adlige im venezianisch beherrschten Königreich Zypern. Ranghöher waren nur noch der Titulargraf von Jaffa, der Graf von Karpas, beides venezianische Adelige, sowie der Grieche Jakobus Syngritikus als Graf von Rocca.

## Bevölkerung
Die Bevölkerung von Tripolis rekrutierte sich vor allem aus Einwanderern Südfrankreichs und Italiens und damit herrschte in der Grafschaft das Okzitanische vor, während in den drei anderen Kreuzfahrerstaaten vornehmlich französisch gesprochen wurde.

## Liste der Grafen von Tripolis
- Raimund von Toulouse (1102–1105)
- Alfons-Jordan (1105–1109)
  - Wilhelm-Jordan, Regent (1105–1109)
- Bertrand von Toulouse (1109–1112)
- Pons (1112–1137)
- Raimund II. (1137–1152)
- Raimund III. (1152–1187)
- Raimund IV. (1187–1189)
- Bohemund I. (1189–1233, auch Fürst von Antiochia 1201–1216 und 1219–1233)
- Bohemund II. (1233–1252, auch Fürst von Antiochia)
- Bohemund III. (1252–1275, auch Fürst von Antiochia 1252–1268)
- Bohemund IV. (1275–1287, auch Titularfürst von Antiochia)
- Lucia (1287–1289)

Zur Genealogie der Grafen von Tripolis siehe Toulouse (Adelsgeschlecht) und Ramnulfiden.

## Lehensherrschaften in der Grafschaft Tripolis
Neben den Domänen des Grafen von Tripolis, welche etwa die Hälfte der Grafschaft ausmachten, gab es noch zahlreiche Lehensherrschaften.
- Tortosa-Maraclea (Tartus)
- La Colée (Coliath)
- Fontaines
- Toklé
- Chastel Blanc (Safita)
- Chastel Rouge (Yahmur)
- Terra Galifa
- Krak des Chevaliers
- Gibelcar (Akkar)
- Raisagium Montanée
- Buissera (Bischarri)
- Moinetre (Muneitra)
- Gibelet (Byblos)
- Botoron (Batrun)
- Le Puy (Mousaylaha)
- Nephin (Enfe)
- Calmont
- Besmedin (Bichmezzin)